# Hästören
Hästören är en ö i Finland. Den ligger i Skärgårdshavet och i kommunen Pargas i den ekonomiska regionen  Åboland i landskapet Egentliga Finland, i den sydvästra delen av landet. Ön ligger omkring 47 kilometer sydväst om Åbo och omkring 190 kilometer väster om Helsingfors. 
Öns area är 3,3 hektar och dess största längd är 350 meter i sydöst-nordvästlig riktning. I omgivningarna runt Hästören växer i huvudsak barrskog. Runt Hästören är det mycket glesbefolkat, med 7 invånare per kvadratkilometer. Närmaste större samhälle är Nagu, 17,3 km öster om Hästören.